# Венера Милоска
Венера Милоска е името на едно от най-прочутите произведения на древногръцкото скулптурно изкуство. Открита е през 1820 г. на остров Милос в Бяло море, сред руините на древен град със същото име. Изложена е в музея Лувър в Париж, столицата на Франция.
Счита се, че изобразява древногръцката богиня на любовта и красотата Афродита (на латински: Венера).

## Статуята
Датирана е към 130 – 90 г. пр.н.е. и се счита, че е творение на Александър от Антиохия, въпреки че в миналото погрешно е била приписвана на Праксител (починал два века преди това). Композицията е смесица между ранни стилове от Класическия период на гръцката скулптура. 
Изработена е от пароски мрамор и висока - 203 см. Изобразява полугола млада жена, чиято дреха е смъкната напълно до зоната на хълбоците и леко разкрива бедрата, задника, прасците и стъпалата й. Стойката на богинята и образът на плата на одеждата й дават представа за другите й форми, но не е напълно сигурно, как точно е изглеждала първоначално, защото е повредена и не е запазена изцяло. Ръцете ѝ са отчупени и поне отчасти загубени, както и оригиналният плинт (плочата, служеща за основа). 
В нишата, в която е открита, са намерени и фрагменти от лява ръка, държаща ябълка - предполагаемо част от статуята. Евентуалното наличие на ябълка в композицията би могло да препраща към мотива от "Илиада" на Омир за Парис от Троя, присъдил в състезанието по красота, между гръцките богини Хера, Атина и Афродита златната ябълка, определена за награда, на Афродита, както и да е във връзка със значението на думата "милос" (μήλος - ябълка) на старогръцки език. Същевременно многобройни опити за реставрация на скулптурата в оригиналната ѝ поза са останали без успех (2023 г.).

## Намиране и излагане
Скулптурата е открита на 8 април 1820 г. от гръцкия селянин Георгиус Кентротас, из останките на античен театър на остров Милос (тогава - в Османската империя), който съобщава това на няколко французи, които се занимават с търсене на антични предмети. Те му плащат за статуята няколко златни монети. Френският посланик в Константинопол Шарл-Франсоа Рифардо дьо Ривиер се сдобива с нея и я подарява на крал Луи XVIII, който нарежда да я поставят в Лувъра, но сам така и не отива да я разгледа. Оттогава до днес (21. век) се намира в двореца, преобразуван в музей.

## Претенции
От страна на Гърция са отправени искания за реституиране на скулптурата.